# لوكوروتوندو
لوكوروتوندو (بالإيطالية: Locorotondo)‏ هي بلدة وبلدية في مقاطعة باري في إقليم بوليا في جنوب إيطاليا.

## السكان
في سنة 1861 بلغ عدد السكان 5٬890 نسمة، وتطور العدد ليصل في سنة 2011 لـ 14٬161 نسمة.
يظهر هذا المخطط البياني تطور النمو السكاني لـ لوكوروتوندو

## توأمة
للوكوروتوندو اتفاقيات توأمة مع كل من:
- مونبلييه
- تشيبنيستا [الإنجليزية]‏

## أعلام
- فيتانتونيو ليوزي